# توني غراي (لاعب اتحاد الرغبي)
توني غراي (بالإنجليزية: Tony Gray)‏ هو مدرب رياضي بريطاني، ولد في 14 يونيو 1942 في ستوك أون ترينت في المملكة المتحدة.

## وصلات خارجية
- توني غراي عل موقع إسبنسكروم (الإنجليزية)